# Geislar
Geislar is een wijk in het stadsdistrict Beuel te Bonn.